# Jeffrey Spalburg
Jeffrey Spalburg (Hengelo, 17 juni 1971) is een Nederlandse cabaretier, acteur, stand-upcomedian, tekstschrijver, columnist, schrijver en regisseur. Hij begon als MC in verschillende hiphop-formaties in 1987. In een interview met de Volkskrant (juni 2023) zei hij daarover:
Zelf gebruik ik de benaming MC, master of ceremonies. Alles wat ik doe komt voort uit mijn MC-schap, zelfs deze roman. Een MC is veel meer dan iemand die een paar bars (strofen, red.) rapt. De MC is de ontbrekende schakel tussen het publiek en wat er op het podium gebeurt – dat is wat ik ben. Een MC is een verhalenverteller. En dat doe ik in verschillende vormen. De MC is een soort doorgeefluik van de achterkant naar de voorkant. Soms is de achterkant wat er in je hoofd gebeurt, soms wat er op het podium gebeurt. De voorkant is altijd het publiek.

## Biografie
De vader van Spalburg, James Spalburg, is geboren en opgegroeid in Suriname; zijn moeder in Nederland. De voorouders van zijn vader leefden in slavernij op de plantage 'Zeldenrust en Welgelegen' aan de Cotticarivier. In 1950 verhuisde zijn vader van Paramaribo naar Nederland om zijn onderwijsakte te behalen.
Spalburg begon rond 1987 zijn carrière als MC in verschillende hiphop-formaties. Hij volgde de theateropleiding aan de Hogeschool voor de Kunsten Utrecht, waar hij Najib Amhali ontmoette en afstudeerde in 1993. Als rapper was hij lid van de band Hipbone Connection. Met Amhali vormde Spalburg het duo Brothers Of Showbizz, dat festivals presenteerde, waaronder Lowlands en in 1996 de Tipparade bereikte met de single Passie.
Na zijn studie speelde hij eerst bij Theatergezelschap De Paardenkathedraal en kwam daarna bij urban theatergroep Made in da Shade van Marjorie Boston en Maarten van Hinte terecht. Onder hun regie speelde hij van 1995 tot 2004 bij het gezelschap, onder andere in Booyaka Booyaka! (1995), Angel (1997), V.O.O.D.O. (1998), Red Dough (1999), OffSide (2000), Diggydotcom (2001) en Fuist (2004). Ook speelde hij enkele gastrollen in Nederlandse televisieseries zoals SamSam, Oppassen!!!, Onderweg naar Morgen en Luifel & Luifel en in de speelfilms Dag Juf, tot morgen en Gangsterboys. Voor Cosmic Theater had hij de hoofdrol in de voorstelling Romeo 'n Julliet samen met Esmée de la Bretonière die werd genomineerd voor de NRC Toneelpublieksprijs.
Spalburg is de vaste schrijver voor zowel de theater- als televisieshows van Jörgen Raymann en speelt met hem de typetjes Paramaribo Pappies. Hij is vanaf 2005 een van de vaste krachten van Comedy Café Amsterdam en treedt daar wekelijks op als stand-upcomedian. Via zijn werk daar ontwikkelt hij zijn eigen cabaretprogramma's.
Spalburgs eerste solotheatervoorstelling Brommers Kiek'n ging in première op 15 november 2008. In 2010 volgde Spiekerboks, gevolgd door Thuus in 2012. Het reggaenummer Hengelo-o-o uit deze voorstelling werd als single uitgebracht in december 2012. Het werd een hit nadat in juli 2013 de videoclip werd gepubliceerd. In de clip spelen Raymann, Jasmine Sendar en Thijs Kemperink mee. Het behaalde de 16e plaats in de Single Top 100 en de 6e plaats in de Tipparade van de Nederlandse Top 40. De remix van Hengelo-o-o, getiteld Paramaribo-o-o, die hij samen met Kenny B maakte, volgde in december 2013 en stond acht weken bovenaan de hitlijsten in Suriname. In Nederland bereikte het nummer ook de nummer één-positie bij jongerenzender FunX. Zowel zijn programma's Spiekerboks als Thuus zijn op televisie uitgezonden door de NTR. Sinds 2021 is zijn voorstelling BAAS te zien op Netflix.
Als regisseur werkte hij aan verschillende (muziek)theaterprogramma's van onder anderen Fouradi, Nabil, Gers Pardoel en Roué Verveer.
Hij was ook presentator bij het North Sea Jazz Festival. In het Bijlmer Parktheater organiseert hij sinds 2006 regelmatig FATU, een comedymiddag met een daaraan verbonden talentontwikkelingsprogramma. In de Volkskrant lichtte hij toe: "Fatu betekent grap in het Surinaams, maar ook het hebben van een goede tijd."
Hij schreef vijf columns in de Volkskrant als gastcolumnist in augustus 2021.
Voor het International Literature Festival Utrecht (ILFU) schreef hij in 2023 een essay over Keti Koti. In datzelfde jaar nam hij op 30 september deel aan een gesprek tijdens het festival, samen met Cynthia McLeod, Jörgen UNOM Gario en Marisa Monsanto met als thema 'Achter de komma – een gedeelde toekomst na de slavernij-excuses', met als gespreksleider Janice Deul. Hij las daar ook het essay voor.

### Boek
Zijn autobiografische roman Ik ben jullie meester, opgedragen aan zijn zoon Jaïr, werd uitgegeven door Das Mag op 23 juni 2023. In het boek beschrijft hij het leven van zijn vader, die acht maanden na de geboorte van Jaïr overleed. Hij richt zich in het boek meermaals tot Jaïr.

## Werk (opsomming)

### Cabaretvoorstellingen
- 2008: Brommers Kiek’n
- 2010: Spiekerboks
- 2012: Thuus
- 2014: BAAS
- 2014: Prinsjesdag (met Rayen Panday)

### Televisie
- 2002: Nepster (Comedylab)
- 2006: The Comedy Factory
- 2007: Nox
- 2007: The Comedy Factory
- 2012: Grote Markt 30 (RTV Oost)
- 2013: Spiekerboks
- 2013: FC Kip (De Dino Show)
- 2014: Comedyclub Katendrecht
- 2015: Thuus
- 2021: Baas (onemanshow uit 2017, sinds 2021 op Netflix te zien[13])

### Films
- 1994: Dag Juf, tot morgen
- 2005: Dobli
- 2009: Gangsterboys
- 2014: Messi
- 2020: De beentjes van Sint-Hildegard

### Boek
- 2023: Ik ben jullie meester. Das Mag, Amsterdam (23 juni 2023). ISBN 9789493248205. Gearchiveerd op 28 mei 2023. Geraadpleegd op 1 oktober 2023.

## Onderscheidingen
In 2014 ontving hij op 9 januari De Nijverbij van de Gemeente Hengelo, omdat hij met zijn lied Hengelo-o-o de gemeente positief onder de aandacht had gebracht.